# Gazeran
Gazeran là một xã thuộc tỉnh Yvelines, trong vùng Île-de-France, Pháp, có cự ly khoảng 6 km về phía tây của Rambouillet.
Người dân địa phương trong tiếng Pháp gọi là Gazeranais.

## Nhân vật nổi tiếng sinh sống ở Gazeran=
- Sadi Carnot, tổng thống đệ tam cộng hòa.
- Pearl White, nữ nghệ sĩ Mỹ.